# كريس هاريس (كرة سلة)
كريس هاريس (بالإنجليزية: Chris Harris)‏ مواليد 11 أغسطس 1933 في ساوثهامبتون، المملكة المتحدة، هو لاعب كرة سلة بريطاني سابق بدأ مسيرته الاحترافية في سنة 1955. يبلغ طوله 6 قدم 3 بوصة (1.9 م). اعتزل اللعب في 1956.

## فرق لعب لها
- أتلانتا هوكس
- سكرامنتو كينغز

## روابط خارجية
- كريس هاريس على موقع إن بي أي (الإنجليزية)
- كريس هاريس على موقع سبورتس رفرنس (الإنجليزية)
- كريس هاريس على موقع كلية كرة السلة في سبورتس رفرنس.كوم (الإنجليزية)
- كريس هاريس على موقع ريلجم (الإنجليزية)